# 桑特堡戰役
桑特堡戰役（英語：Battle of Fort Sumter）是南北戰爭中於1861年4月12日至13日發生在南卡羅來納州（防衛查爾斯頓港）的萨姆特堡的一場戰役，雙方都無傷亡，但正因為此役才令新任總統林肯決定向南方宣戰，南北戰爭因此爆發。

## 戰前
林肯當上總統的消息促使國內多個州獨立，並使不少南方軍隊動員武裝，甚至佔領了一些堡壘為據點。
林肯起初希望可以平息戰前的緊張局勢，以提供援助的方式降低緊張局勢，但數個月後，南方政府於4月11日拒絕，於是南方軍調動大砲到桑特堡，而此處為查爾斯頓港的戰略要地。

## 砲轟桑特堡

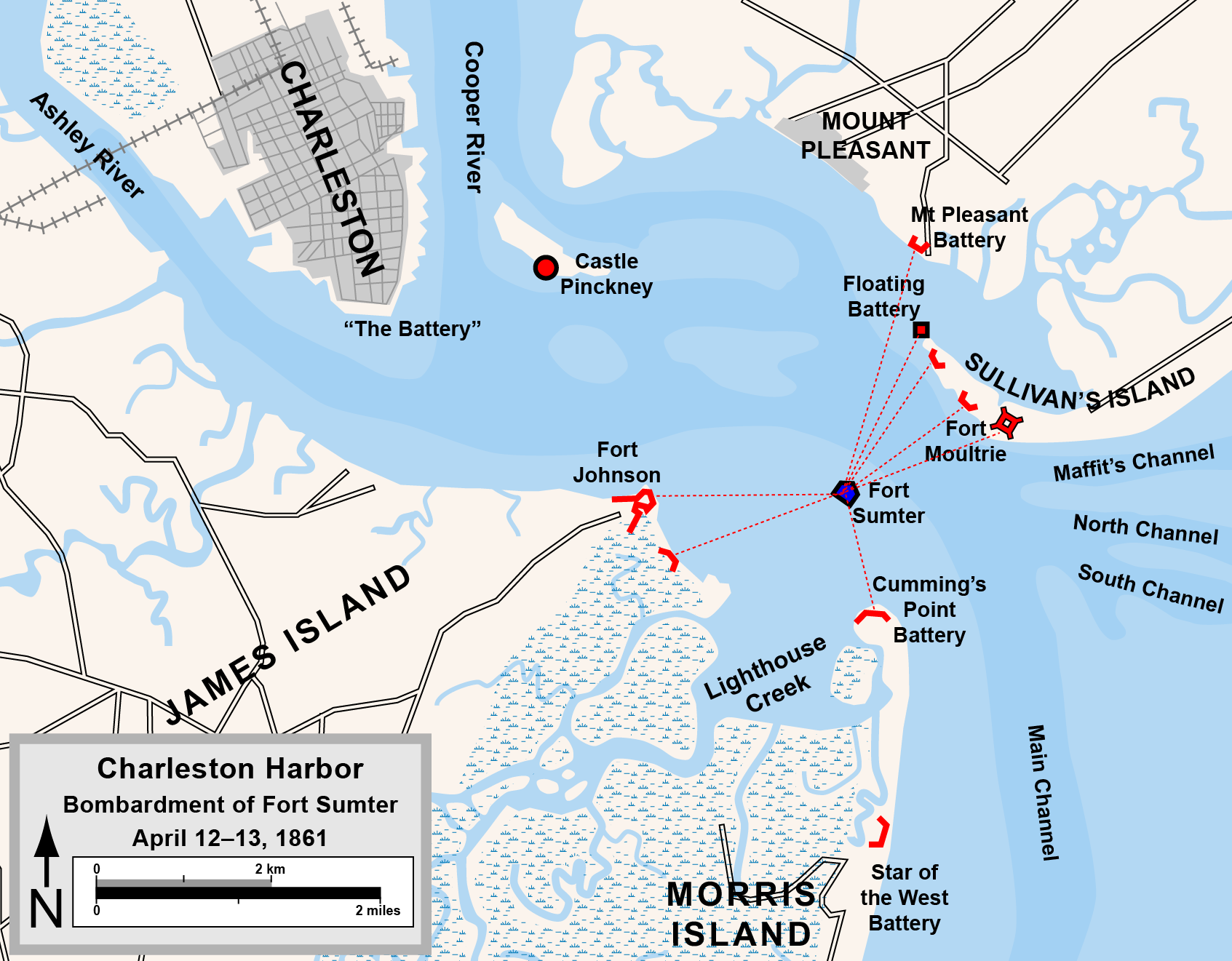
查爾斯頓港週遭的堡壘位置圖，桑特堡位於出海口中央，受到四面來襲的炮火轟炸

4月12日，南軍先向北軍軍官羅伯特·安德森提出警告，但當時的南北雙方無論軍民都堅信桑特堡要塞固若金湯，炮火基本無法損毀。這時南軍已經完成火炮改良，而此戰役便是希望在桑特堡上測試新式火炮的威力。
早上4時30分，南軍的43門火炮率先開火。因位於出海口中央且四面環海的桑特堡主要用途是防衛海岸，設計用來對付戰艦的平射海防火炮及穿甲彈反而難以對付陸上野炮高射角的高爆彈飽和轟炸，所以坐擁要塞內60門火炮的北軍基本無法反擊。桑特堡內的85名北軍在羅伯特·安德森中校領導下堅守了34個小時，直到13日下午2時進行談判後決定撤離，南軍獲勝並進駐要塞直至戰敗投降。

## 戰事結束
戰役中無人傷亡（雖然在北軍撤離儀式中鳴禮炮期間發生意外爆炸，導致北軍兩死四傷，此前南軍火炮亦意外走火炸死兩人），但砲轟桑特堡的成功使雙方了解到改良武器（尤其是槍械及火炮）乃取得軍事勝利的最關鍵。林肯亦利用這個時機招募了75,000人自願軍，服役90天。